# Thalamoporella molokaiensis
Thalamoporella molokaiensis är en mossdjursart som beskrevs av Soule, Soule och Chaney 1999. Thalamoporella molokaiensis ingår i släktet Thalamoporella och familjen Thalamoporellidae. Inga underarter finns listade i Catalogue of Life.